# آنس بيترس
آنس بيترس هي مدينة من مدن هايتي. يبلغ عدد سكانها 21,846 نسمة وذلك حسب إحصائيات سنة 2003. يبلغ ارتفاع المدينة عن سطح البحر قرابة 20 متر.